# سام ميتشيل
سام ميتشيل (بالإنجليزية: Sam Mitchell)‏ هو لاعب كرة قدم أسترالية أسترالي، ولد في 12 أكتوبر 1982 في Mooroolbark, Victoria ‏ في أستراليا.

## وصلات خارجية
- سام ميتشيل على موقع AustralianFootball.com (الإنجليزية)
- سام ميتشيل على موقع AFLtables.com (الإنجليزية)